# 須能千裕
須能 千裕（すのう ちひろ、4月16日 - ）は、日本の女性声優。茨城県出身。東京俳優生活協同組合所属。

## 来歴
2020年にオフィスPAC所属。2025年3月31日、同日付でオフィスPACが事業停止したことに伴い、翌4月1日付で東京俳優生活協同組合に移籍。

## 人物
特技はピアノ、ソフトテニス、一輪車。趣味・スポーツは料理、お皿集め、編み物、カラオケ。
免許・資格は看護師、保健師、普通自動車免許。

## 出演
太字はメインキャラクター。

### テレビアニメ
2022年
- かぎなど（観客、マーテル聖歌隊）
- ユーレイデコ（ミツマメ(アバター)、ロボ看護師）
- ルパン三世 PART6（ニコラ）

2024年
- ガールズバンドクライ（通行人、生徒C、観客）
- ばいばい、アース（町人）
- ぷにるはかわいいスライム（子ども）

2025年
- どうせ、恋してしまうんだ。

### Webアニメ
- デビィ・ザ・コルシファは負けず嫌い ショートアニメPV（2025年、デビィ・ザ・コルシファ）

### 劇場アニメ
- きみの色（2024年）

### ゲーム
- ファイナルファンタジーXVI（2023年）
- プリンセスコネクト!Re:Dive（2023年）
- 異世界のんびりライフ〜モン娘とゆるふわな日常（2024年、バーバラ）
- 恋は職場で（2024年、速水リセ）
- けものフレンズ3（2025年、ボアコンストリクター[4]）

### 吹き替え

#### 映画
- シラノ
- 戦争のはらわたII（少年2）
- 第8日の夜（女子高生）
- トールガール2
- バーズ・オブ・パラダイス
- マリー・ミー
- リスペクト
- レンフィールド（ヴァネッサ〈キャロライン・ウィリアムズ〉）
- わが拳に復讐を

#### ドラマ
- キング・オブ・リオ
- コブラ会 シーズン4
- シドニーとがんばりマックス
- 絶叫パンクス レディパーツ!
- セナ（シューシャ）
- デイジー・ジョーンズ・アンド・ザ・シックスがマジで最高だった頃
- ハイスクール・ミュージカル:ザ・ミュージカル（ケネディ）
- PENNYWORTH/ペニーワース（サンドラ･オンスロー）
- ランドスケーパーズ 秘密の庭
- 恋愛操作団:シラノ

#### アニメ
- オクトノーツと地上のミッション
- 海中部隊シールチーム（マグニフィセント）
- KPOPガールズ!デーモン・ハンターズ
- ケンタウロスワールド（モミジケンタウロス）
- スター・ウォーズ:ヤング・ジェダイ・アドベンチャー
- DC がんばれ!スーパーペット（モルモット）
- パシフィック・リム: 暗黒の大陸
- ふしぎの国 アンフィビア
- ミッキーマウス ファンハウス

### ナレーション
- 日清食品「企業広告 備蓄食篇」
- LINE ポコポコ 10周年記念キャンペーンCM